# Temù
Temù est une commune italienne de la province de Brescia, dans la région Lombardie.

## Administration
| Période                                  | Période | Identité | Étiquette | Qualité |
| ---------------------------------------- | ------- | -------- | --------- | ------- |
|                                          |         |          |           |         |
| Les données manquantes sont à compléter. |         |          |           |         |

### Hameaux
Pontagna, Villa Dalegno, Plazza, Le Canù

### Communes limitrophes
Edolo, Ponte di Legno, Vezza d'Oglio, Vione